# 野田村 (千葉県)
野田村（のだむら）は、千葉県匝瑳郡にかつて存在した村である。

## 地理
- 現在の匝瑳市の南部、旧野栄町の東部に位置している。
- 村のほとんどは平地である。
- 村には九十九里浜があり、太平洋に面している。

## 歴史

### 沿革
- 1889年（明治22年）4月1日 - 町村制施行に伴い、野手村・今泉村・新堀村が合併して匝瑳郡野田村が発足。
- 1954年（昭和29年）7月17日 - 野田村は栄村と合併して野栄町が発足。野田村は消滅。

変遷表
| 1868年 以前 | 1868年 以前 | 明治22年 4月1日 | 昭和29年 7月17日 | 平成18年 1月23日 | 現在   |
| ----------- | ----------- | --------------- | ---------------- | ---------------- | ------ |
|             | 野手村      | 野田村          | 野栄町           | 匝瑳市           | 匝瑳市 |
|             | 今泉村      | 野田村          | 野栄町           | 匝瑳市           | 匝瑳市 |
|             | 新堀村      | 野田村          | 野栄町           | 匝瑳市           | 匝瑳市 |

## 人口・世帯

### 人口
総数 [単位： 人]
| 1891年（明治24年） | 4,163 |
| 1920年（大正 9年） | 4,573 |
| 1950年（昭和25年） | 6,297 |

### 世帯
総数 [単位： 世帯]
| 1920年（大正 9年） | 912   |
| 1950年（昭和25年） | 1,095 |